# Предоевич, Борки
Борки Предоевич (6 апреля 1987, Теслич) — боснийский шахматист, гроссмейстер (2005). Тренер ФИДЕ (2016).
В восьмилетнем возрасте научился играть в шахматы. В 1999 году стал чемпионом Европы до 12 лет, в 2001 до 14 лет и в 2003 чемпионом мира до 16 лет.

## Изменения рейтинга
| Графики недоступны из-за технических проблем. См. информацию на Фабрикаторе и на mediawiki.org. |